# قائمة لغات الإشارة
هناك حوالي ثلاثمائة لغة إشارة مستخدمة حول العالم اليوم. العدد غير معروف بدقة؛ إذ تنشأ لغات إشارة جديدة بشكل متكرر من خلال الكريولية ومن الصفر (وأحيانًا عبر تخطيط لغوي). في بعض الدول، مثل سريلانكا وتنزانيا، قد يكون لكل مدرسة للصم لغة خاصة بها، يعرفها طلابها فقط وغالبًا ما تنكرها المدرسة؛ من ناحية أخرى، قد تتشارك دول في لغات إشارة، رغم أحيانًا تحت أسماء مختلفة (مثل الكرواتية والصربية، الهندية والباكستانية). كما تنشأ لغات الإشارة الصمّاء خارج المؤسسات التعليمية، خاصة في المجتمعات القروية التي تشهد معدلات عالية من الصمم الخلقي، لكن هناك أيضًا لغات إشارة مهمة تم تطويرها للسامعين، مثل لغات حرمة الكلام التي يستخدمها بعض شعوب أستراليا الأصلية. يقوم الباحثون بإجراء مسوحات ميدانية لتحديد لغات الإشارة في العالم.
القائمة التالية مقسمة إلى ثلاثة أقسام:
- لغات الإشارة الخاصة بالصم، وهي اللغات المفضلة لدى مجتمعات الصم حول العالم؛ وتشمل لغات الإشارة القروية المشتركة مع المجتمع السامع، ولغات إشارة مجتمع الصم.
- لغات الإشارة المساعدة، وهي ليست لغات أصلية بل أنظمة إشارية بمستويات تعقيد مختلفة، تُستخدم إلى جانب اللغات المحكية. ولا تشمل الإيماءات البسيطة لأنها لا تُعتبر لغة.
- الأنماط الإشارية للغات المحكية، والمعروفة أيضًا باللغات المشفرة يدويًا، وهي جسر بين لغات الإشارة واللغات المحكية.

## قائمة لغات الإشارة

### لغات الإشارة المعاصرة للصم
يوجد على الأقل 25 لغة إشارة في أفريقيا، وفقًا للباحث نوبوتاكا كاميي. بعض هذه اللغات تتميز بتوزيعات مستقلة تمامًا عن لغات الكلام الأفريقية. تم إدخال ما لا يقل عن 13 لغة إشارة أجنبية، أغلبها من أوروبا وأمريكا، إلى 27 دولة أفريقية على الأقل؛ وقد نشأت أو تأثرت بعض من بين 23 لغة إشارة موثقة من قبل كاميي بهذه اللغات الأجنبية.
لغات الإشارة في أفريقيا:
- لغة إشارة أداموروب.
- لغة إشارة الجزائر.
- لغة إشارة باماكو.
- لغة إشارة البيربي.
- لغة إشارة بواكاكو.
- لغة إشارة بورا.
- لغة إشارة بوركينا.
- لغة إشارة تشاد.
- لغة إشارة دوينتزا.
- لغة إشارة إريتريا.
- لغة إشارة إسواتيني.
- لغات إشارة إثيوبيا.
- لغة إشارة أفريقيا الفرنكوفونية.
- لغة إشارة غامبيا.
- لغة إشارة غانا.
- لغة إشارة غينيا.
- لغة إشارة غينيا بيساو.
- لغة إشارة الهوسا.
- لغة إشارة كينيا.
- لغة إشارة ليسوتو.
- لغة إشارة ليبيا.
- لغة إشارة مدغشقر.
- لغة إشارة ماروا.
- لغة إشارة موريشيوس.
- لغة إشارة المغرب.
- لغة إشارة موزمبيق.
- لغة إشارة مبور.
- لغة إشارة ناميبيا.
- لغة إشارة نانابين.
- لغة إشارة نيجيريا.
- لغة إشارة رواندا.
- لغة إشارة ساو تومي وبرينسيبي.
- لغة إشارة سيراليون.
- لغة إشارة الصومال.
- لغة إشارة جنوب أفريقيا.
- لغات إشارة السودان.
- لغات إشارة تنزانيا.
- لغة إشارة تيبول.
- لغة إشارة تونس.
- لغة إشارة أوغندا.
- لغة إشارة يوروبا.
- لغة إشارة زامبيا.
- لغات إشارة زمبابوي.

## لغات الإشارة في الأمريكتين:
- لغة الإشارة الأمريكية.
- لغة الإشارة الأرجنتينية.
- لغة إشارة جزر باي.
- لغة الإشارة البوليفية.
- لغة الإشارة البرازيلية.
- لغة الإشارة بريبري.
- لغة الإشارة برونكا.
- لغة الإشارة كارهوهواران.
- سينا.
- لغة إشارة تشاتينو.
- لغة الإشارة التشيلية.
- لغة الإشارة الكولومبية.
- لغة الإشارة الكوستاريكية.
- لغة الإشارة الكوستاريكية القديمة.
- لغة الإشارة الكوبية.
- لغة الإشارة الدومينيكية.
- لغة الإشارة الإكوادورية.
- لغة الإشارة الغرينلاندية.
- لغة الإشارة الغواتيمالية.
- لغة الإشارة الغيانية.
- لغة الإشارة الهايتية.
- لغة الإشارة الهندوراسية.
- لغة الإشارة إنماكولادا.
- لغة الإشارة الإينويت.
- لغة الإشارة الجامايكية.
- لغة إشارة الريف الجامايكي.
- لغة الإشارة كاجانا.
- لغة الإشارة كيريسان.
- لغة الإشارة ماكوشي.
- لغة الإشارة ماراجو.
- لغة الإشارة البحرية.
- لغة الإشارة ماكساكالي.
- لغة الإشارة الماياية.
- لغة الإشارة المكسيكية.
- لغة الإشارة نافاجو.
- لغة الإشارة النيكاراغوية.
- لغة الإشارة كايمان القديمة.
- لغة الإشارة البنمية.
- لغة الإشارة الباراغوانية.
- لغة إشارة بابيو يانوماما.
- لغة الإشارة البيروفية.
- لغة إشارة البراري.
- لغة الإشارة البورتوريكية.
- لغة إشارة جزيرة بروفيدنس.
- لغة الإشارة الكيبيكية.
- لغة الإشارة السلفادورية.
- لغة الإشارة سيفيا.
- لغة إشارة جنوب روبونوني.
- لغة إشارة تيرينا.
- لغة الإشارة ترينيداد وتوباغو.
- لغة الإشارة الأوروغوايانية.
- لغة الإشارة كا'ابور.
- لغة الإشارة الفنزويلية.

## لغات الإشارة في آسيا وأوقيانوسيا:
- لغة الإشارة الأفغانية.
- لغة الإشارة أليبور.
- لغة إشارة أمالي أوشيما.
- أوسلان (لغة الإشارة الأسترالية).
- لغة إشارة بان خور.
- لغة الإشارة البوتانية.
- لغة الإشارة البورمية.
- لغة الإشارة الكمبودية.
- لغة إشارة إنغا.
- إشاراني.
- لغة الإشارة الفلبينية.
- لغة إشارة غاندروك.
- لغة إشارة هاواي.
- لغة إشارة هونغ كونغ.
- لغة إشارة هوهاي.
- لغة الإشارة الهندو-باكستانية.
- لغة إشارة جاكرتا.
- لغة الإشارة اليابانية.
- لغة إشارة جانكوت.
- لغة إشارة جملا.
- لغة إشارة كيلجي.
- كاتا كولوك.
- لغة الإشارة اللاوية.
- لغة الإشارة الكورية.
- لغة إشارة ماكاو.
- لغة الإشارة الماليزية.
- لغة الإشارة المالديفية (لغة الإشارة الديفيهية).
- لغة إشارة مونا بودهوك-بودهي.
- لغة إشارة ميهيك.
- لغة إشارة مياكوبو.
- لغة الإشارة المنغولية.
- لغة إشارة جبل أفيجاها.
- لغة إشارة نا ساي.
- لغة إشارة الناجا.
- لغة الإشارة النيبالية.
- لغة الإشارة النيوزيلندية.
- لغة إشارة بانكوك القديمة.
- لغة إشارة شيانغ ماي القديمة.
- لغة إشارة بابوا غينيا الجديدة.
- لغة إشارة بينانغ.
- لغة إشارة رينيل.
- لغة إشارة قرية جزيرة روسيل.
- لغة الإشارة الساموية.
- لغة إشارة سيلانغور.
- لغة إشارة سناسينا.
- لغة إشارة سنغافورة.
- لغة إشارة جزر سليمان.
- لغات إشارة سريلانكا.
- لغة الإشارة التايوانية.
- لغة الإشارة التبتية.
- لغة الإشارة التايلاندية.
- لغات الإشارة الفيتنامية.
- لغة إشارة وانيب.
- لغة إشارة يوجاكرتا.
- لغة إشارة يولŋو.

## لغات الإشارة في أوروبا:
- لغة الإشارة الألبانية.
- لغة الإشارة الأرمنية.
- لغة الإشارة الأذربيجانية.
- لغة الإشارة النمساوية.
- لغة الإشارة البريطانية.
- لغة الإشارة البلغارية.
- لغة الإشارة الكاتالونية.
- لغة الإشارة الكرواتية.
- لغة الإشارة التشيكية.
- لغة الإشارة القبرصية.
- لغة الإشارة الدنماركية.
- لغة الإشارة الهولندية.
- لغة الإشارة الإستونية.
- لغة الإشارة الفنلندية.
- لغة الإشارة الفنلندية-السويدية.
- لغة الإشارة الفلمنكية.
- لغة الإشارة الفرنسية.
- لغة الإشارة الجورجية.
- لغة الإشارة الألمانية.
- لغة الإشارة اليونانية.
- لغة الإشارة الهنغارية.
- لغة الإشارة الأيسلندية.
- لغة الإشارة الأيرلندية.
- لغة الإشارة الإيطالية.
- لغة إشارة كوسوفو.
- لغة الإشارة اللاتفية.
- لغة الإشارة الليتوانية.
- لغة الإشارة المقدونية.
- لغة الإشارة المالطية.
- لغة إشارة أيرلندا الشمالية.
- لغة الإشارة النرويجية.
- لغة الإشارة البولندية.
- لغة الإشارة البرتغالية.
- لغة الإشارة الرومانية.
- لغة الإشارة الروسية.
- لغة الإشارة السلوفاكية.
- لغة الإشارة السلوفينية.
- لغة الإشارة الإسبانية.
- لغة الإشارة السويدية.
- لغة الإشارة الفرنسية السويسرية.
- لغة الإشارة الألمانية السويسرية.
- لغة الإشارة الإيطالية السويسرية.
- لغة الإشارة التركية.
- لغة الإشارة الأوكرانية.
- لغة الإشارة الفالنسية.
- لغة الإشارة الوالونية.
- لغة الإشارة اليوغسلافية.

## لغات الإشارة في الشرق الأوسط وشمال أفريقيا:
- لغة الإشارة البدوية الصييدية.
- لغة إشارة طوروس الوسطى.
- لغة الإشارة المصرية.
- لغة الإشارة الإماراتية.
- لغة إشارة غرداية.
- لغة الإشارة العراقية.
- لغة الإشارة الإسرائيلية.
- لغة الإشارة الأردنية.
- لغة إشارة كفر قاسم.
- لغة الإشارة الكردية.
- لغة الإشارة الكويتية.
- لغة الإشارة اللبنانية.
- لغة إشارة موردين.
- لغة الإشارة العمانية.
- لغة الإشارة الفلسطينية.
- لغة الإشارة الفارسية.
- لغة إشارة قهوة خانه.
- لغة الإشارة الموحدة القطرية.
- لغة الإشارة السعودية.
- لغة إشارة سرايليو.
- لغة الإشارة السورية.
- لغة الإشارة اليمنية.

## لغات الإشارة التاريخية للصم:
- لغة الإشارة هينيكر.
- لغة الإشارة مارثا فينيارد.
- لغة الإشارة الفرنسية القديمة – السلف لعائلة اللغات الفرنسية.
- لغة الإشارة كنت القديمة – كانت مستخدمة في قرى كنت في القرن السابع عشر، وأُدمجت لاحقًا في لغة الإشارة البريطانية.
- لغة الإشارة وادي ساندي ريفر.

## لغات الإشارة المساعدة:
- لغة الإشارة للرضّع – تستخدم الإشارات للمساعدة في تنمية اللغة المبكرة لدى الأطفال الصغار.
- لغة التواصل الإشاري (Contact Sign) – لغة اتصال أو بيجين بين لغة منطوقة ولغة إشارة، مثل الإنجليزية الإشارية البيجينية.
- إشارات كوروين اليدوية – تقنية تتيح إيصال النغمات الموسيقية من خلال إشارات اليد.
- الإشارة الدولية (المعروفة سابقًا باسم جيستونو) – لغة مساعدة يستخدمها الصم في السياقات الدولية.
- ماكاتون – نظام تواصل بالإشارات يُستخدم مع الأشخاص الذين لديهم صعوبات في النطق أو اللغة أو التعلم.
- لغة الإشارة موفو-غودور – إيماءات تقليدية يستخدمها متحدّثو لغة موفو-غودور، وهي لغة تشادية منطوقة في شمال الكاميرون.
- لغة الإشارة الرهبانية – لغات إشارة استُخدمت في الأديرة المسيحية في أوروبا.
- سيغنالونغ – تقنيات دولية مدعومة بالإشارة تُستخدم لدعم الأطفال والبالغين الذين لديهم صعوبات تواصل أو تعلم.

## الأنماط اليدوية للغات المحكية:
عام:
- النطق المشفّر (Cued Speech) – نظام يجمع بين حركات الفم واليد لتوضيح الفونيمات الصوتية بصريًا.
- التهجئة بالأصابع – إشارات أبجدية لتمثيل الشكل المكتوب للغة المنطوقة.

بالإنجليزية:
- الإنجليزية المشفّرة يدويًا.
- الإنجليزية الدقيقة بالإشارة.
- ماكاتون.

باللغة الماليزية:
- اللغة الماليزية المشفّرة يدويًا.

لغات الإشارة في ثقافات حرمة الكلام:
- لغة الإشارة القوقازية
- لغات الإشارة الخاصة بسكان أستراليا الأصليين (رغم أن لغة الإشارة يولŋو لا ترتبط بلغة واحدة معينة، وتُستخدم أيضًا كلغة للصم).

## التصنيف الجيني للغات الإشارة
تُصنَّف لغات الإشارة في عائلات لغوية (مما يدل على وجود علاقات جينية بين هذه اللغات) كما يلي:
- العائلة البريطانية.
- العائلة السويدية (ويُحتمل أن تكون فرعًا من العائلة البريطانية).
- العائلة الفرنسية، والتي تنقسم إلى عدة فروع:
  - الفرع الأمريكي (لغة الإشارة الأمريكية).
  - الفرع النمساوي-الهنغاري.
  - الفرع الدنماركي.
  - الفرع الإيطالي.
- العائلة الألمانية.
- العائلة اليابانية.
- اللغات المعزولة (لغات لا تُظهر صلة جينية واضحة بأي عائلة أخرى).

## روابط خارجية
- إثنولوج – لغات الإشارة للصم
- قواميس متعددة للغات الإشارة يمكن الوصول إليها
- Signes du Monde ، دليل لجميع قواميس لغات الإشارة عبر الإنترنت (بالفرنسية والإنجليزية)